# Dominique Cornu
Dominique Cornu (nascido em 10 de outubro de 1985, em Beveren) é um ciclista bélgica. Atualmente, compete para a equipe Sunweb-Napoleon Games. Nos Jogos Olímpicos de Verão de 2012 em Londres, competiu na prova de perseguição por equipes de 4 km, terminando em nono lugar, juntamente com Gijs van Hoecke, Jonathan Dufrasne e Kenny De Ketele.